# Famille Nani
 (août 2024).
La famille Nani est une famille patricienne de Venise, mais serait originaire d'Altino.

## Historique
Transférés d'abord à Torcello et ensuite à Venise à l'époque de sa fondation, elle donna divers tribuns.
Déjà membres de l'ancien Conseil citadin, seul Nicolò (branche dite dal sesano) fut admis à la clôture du Maggior Consiglio en 1297. Le reste de cette famille en fut exclue mais elle y sera réadmise en 1307 avec Giovanni (branche de San Geremia) et en 1381, à la fin de la guerre de Chioggia, en récompense des services de Paolo Nani à la République.
À la chute de la Sérénissime, la famille se voyait confirmée noble par le pouvoir autrichien en sa 
Résolution Souveraine du 22 novembre 1817 et ensuite élevée au titre de comtes de l'empire autrichien le 8 octobre 1819.

## Nani Mocenigo
Une ligne collatérale mais pas moins importante de la famille fut celle des Nani Mocenigo, existant déjà au XIIIe siècle, attesté en 1280 par la personne de Tommaso Questore. Le second nom de famille fut hérité d'une aïeule lointaine appartenant à la famille puissante des Mocenigo. La famille donna des magistrats, ambassadeurs et cavaliers. 
Les Nani Mocenigo furent confirmés nobles par le pouvoir impérial autrichien par Résolution Souveraine du 22 novembre 1817, et ensuite fait comtes de l'empire de l'Autriche le 24 juillet 1820.

## Personnalités
- Giovan Battista Nani, Jean Baptiste Felix Gaspard Nani (†1678), ambassadeur ;
- Giovanni Nani (1727 - 1804), évêque de Torcello (1767–1773)  et de Brescia.

## Armes

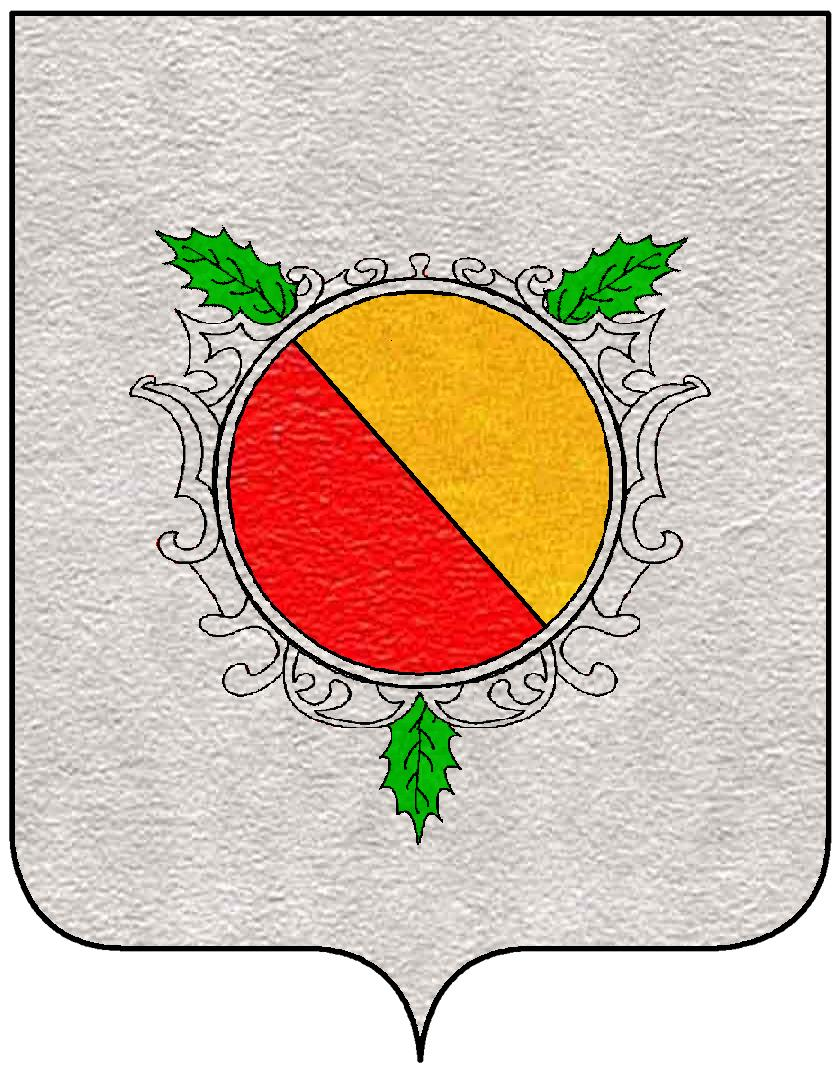
Armes de la famille Nani

Les armes des Nani se composent d'un champ parti d'argent et de sinople, celui-ci chargé d'un oiseau de mer tout blanc que les vénitiens appellent cesano.

## Palais de Venise

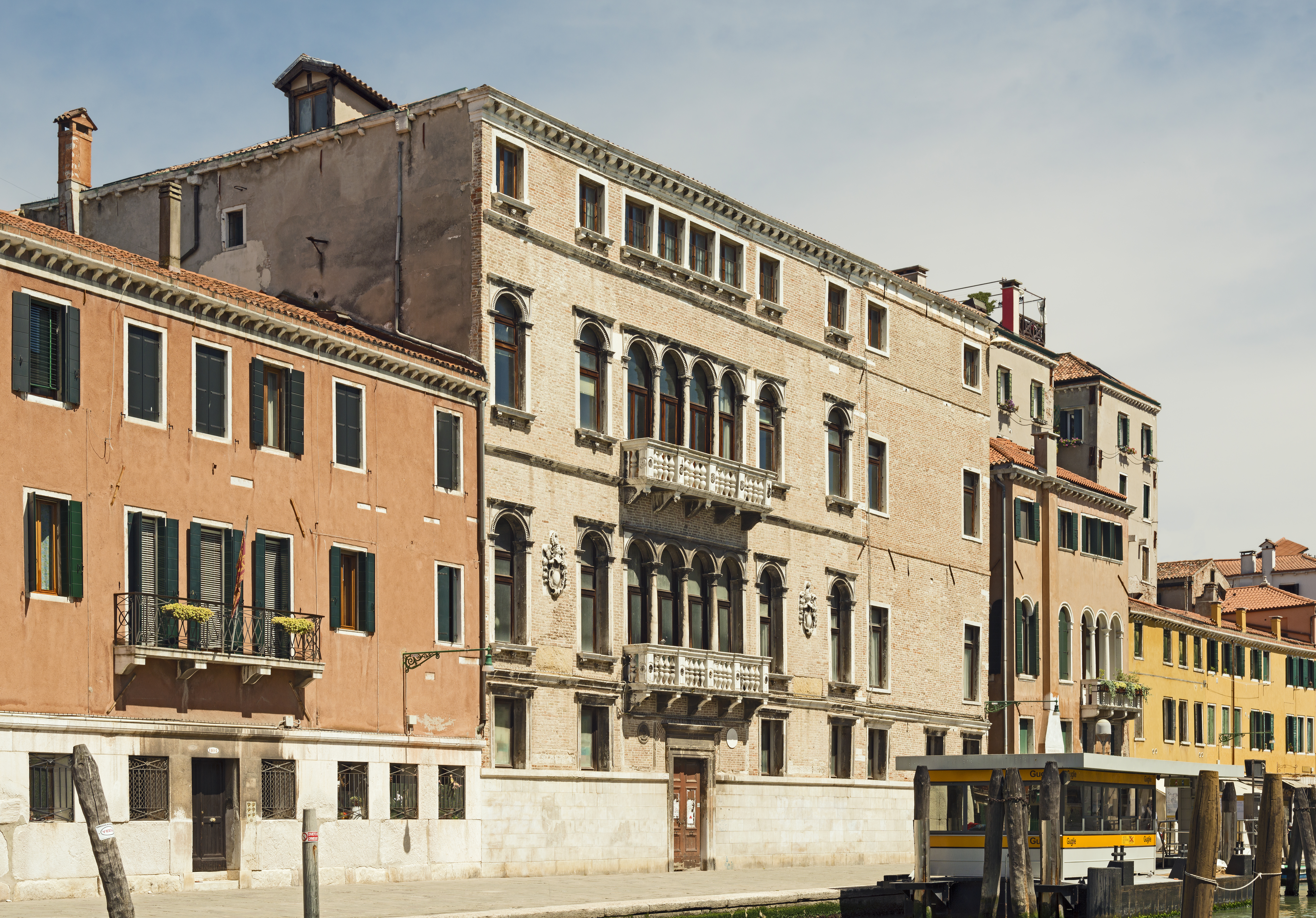
Palais Nani à Cannaregio
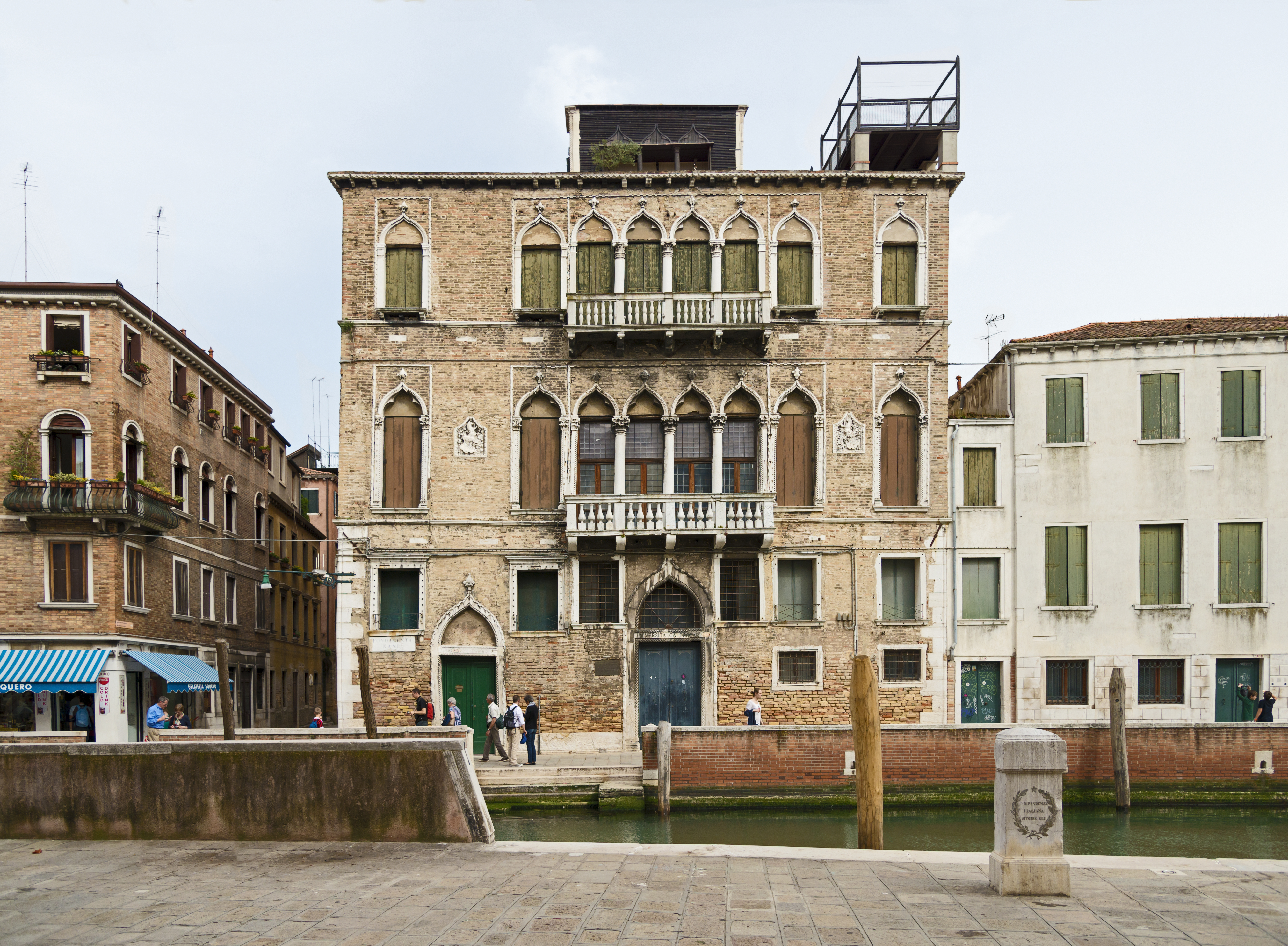
Palais Barbarigo Nani Mocenigo
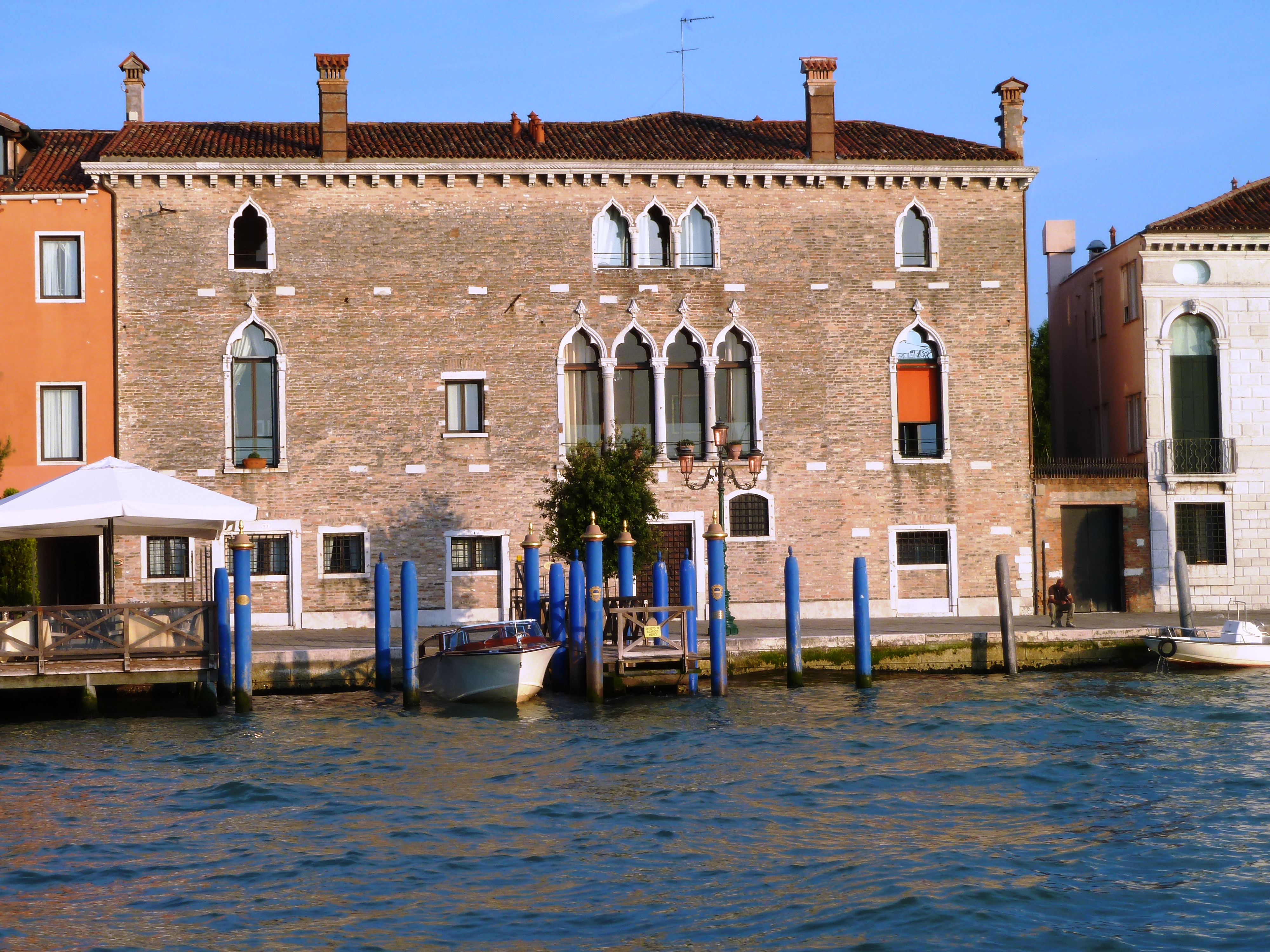
Palais Barbaro Nani
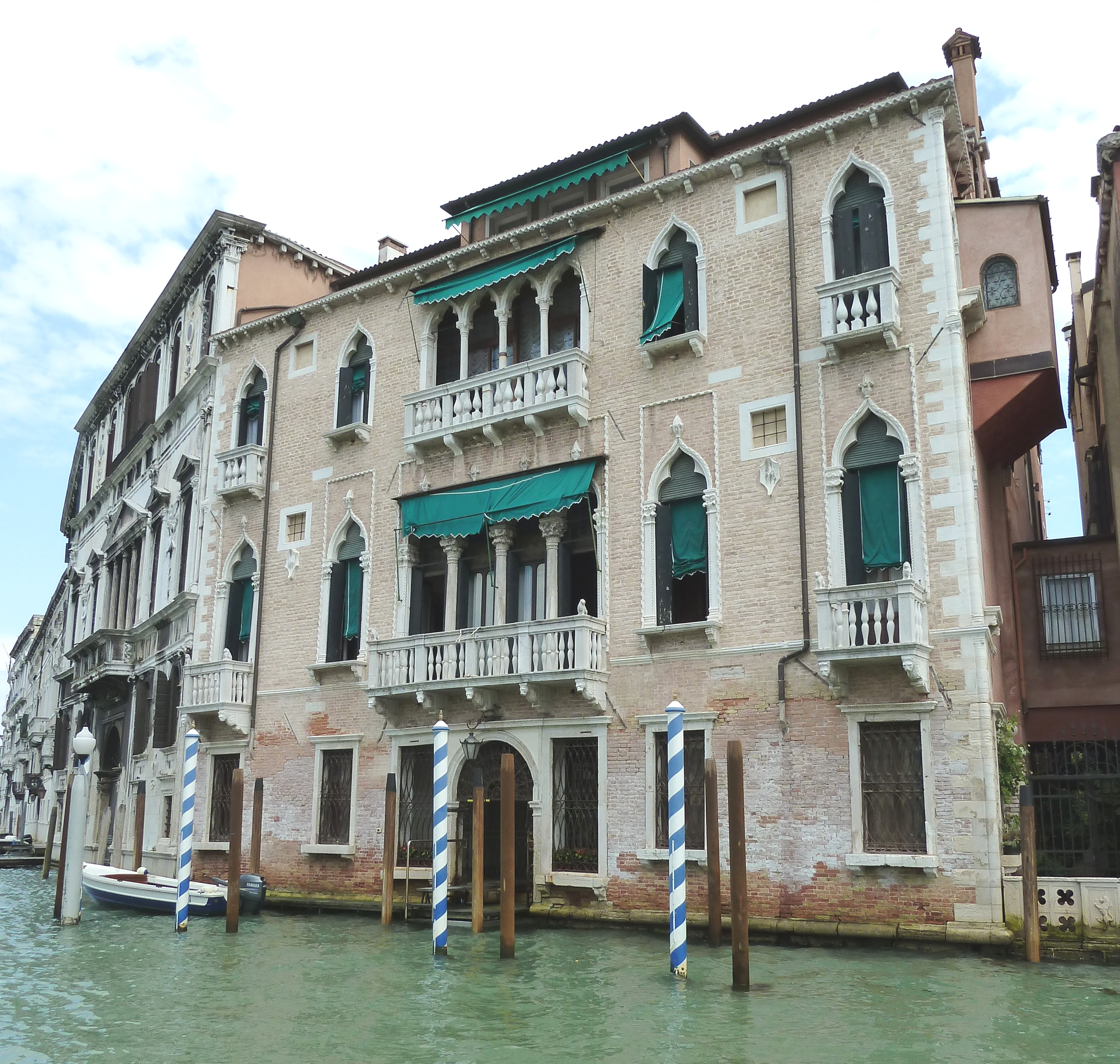
Palais Erizzo Nani Mocenigo
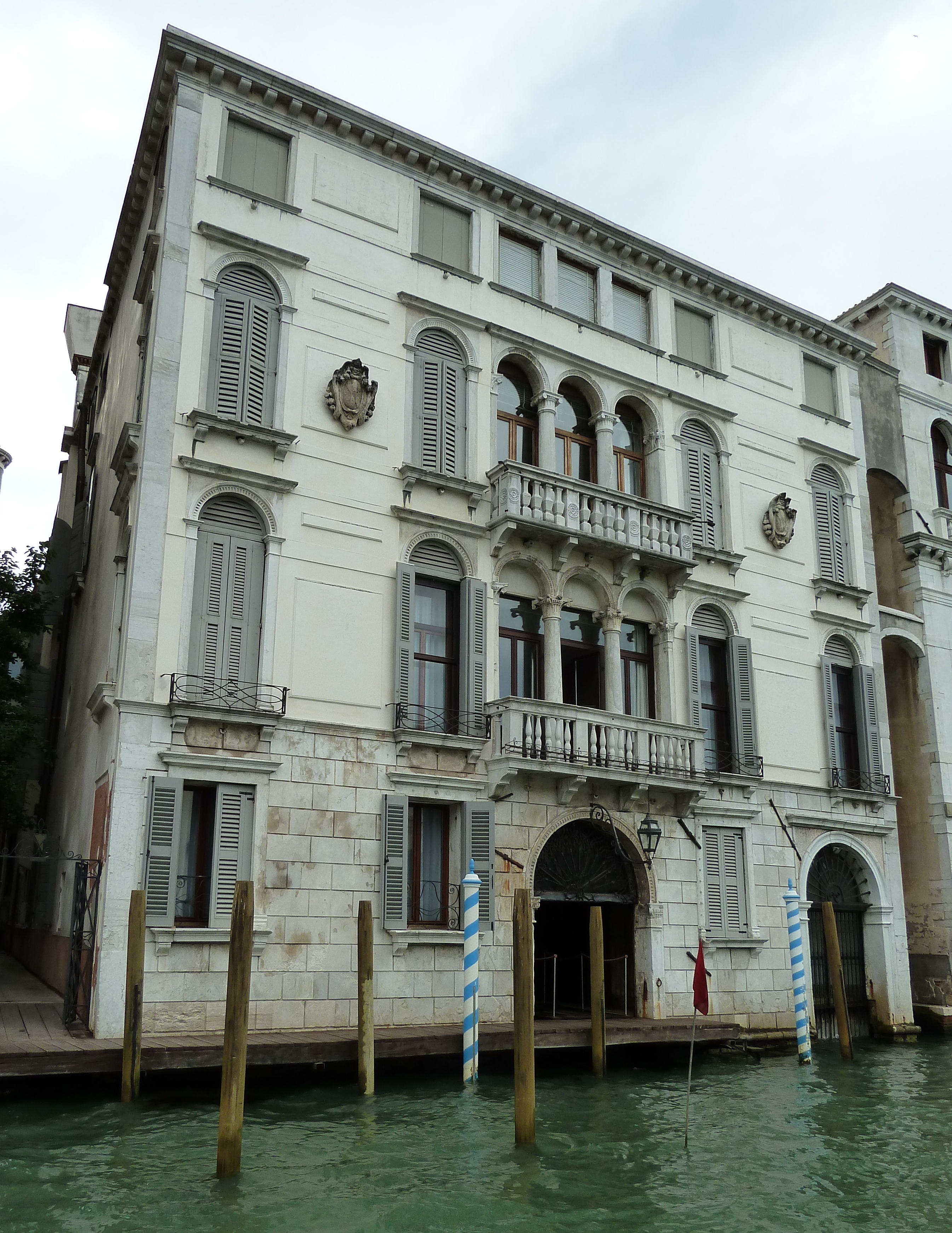
Bernardo Nani Lucheschi Nani Bernardo